# 坂本聖芽
坂本 聖芽（さかもと せいが、1999年9月13日 - ）は、日本の男子プロバスケットボール選手である。ポジションはガード。群馬県出身。B.LEAGUEの大阪エヴェッサ所属。

## 来歴
中部大学第一高校から東海大学に進み、4年時にインカレ準優勝。
3年次より名古屋ダイヤモンドドルフィンズに特別指定選手として加入した。
卒業後の2022年、名古屋ダイヤモンドドルフィンズと正式契約。
2025年オフ、大阪エヴェッサに移籍。